# Walhampton
Walhampton est un hameau situé dans le New Forest, parc national du comté du Hampshire, en Angleterre.

## Vue d'ensemble
La localité se trouve dans la paroisse civile de Boldre et se situe à environ un kilomètre à l'est de Lymington, sur la rive est de la Lymington River.

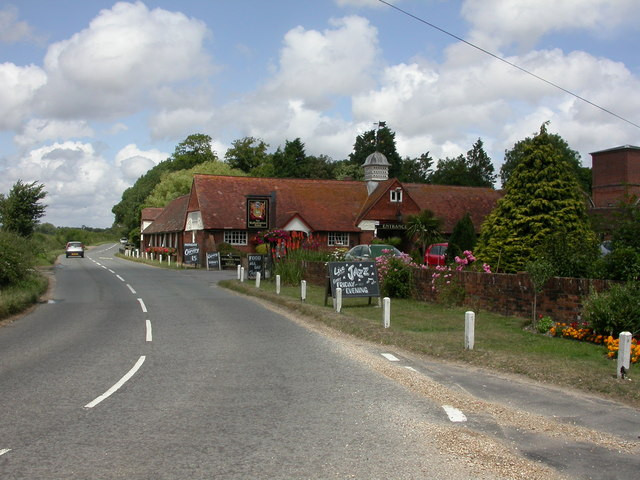
L'auberge The Walhampton Arms.

La localité est célèbre pour le monument de Walhampton érigé en 1840 à la mémoire de Sir Harry Burrard-Neale, 2e baronnet, ancien amiral et membre du parlement pour Lymington entre 1790 et 1832.